# Aleksandra Krzemieniecka
Aleksandra Krzemieniecka (4 maggio 1994) è una taekwondoka polacca.

## Palmarès
- Europei

Baku 2014: bronzo nei 73 kg.